# Changxi, Anhui
Changxi (kinesiska: 昌溪乡) är en socken i östra Kina. Den ligger i She härad i staden Huangshan i provinsen Anhui, omkring 250 kilometer sydost om provinshuvudstaden Hefei. Antalet invånare är 4 970. Befolkningen består av 2 460 kvinnor och 2 510 män. Barn under 15 år utgör 15,0 %, vuxna 15-64 år 71 %, och äldre över 65 år 13,0 %.